# Ophiopogon jaburan
Ophiopogon jaburan là một loài thực vật có hoa trong họ Măng tây. Loài này được (Siebold) Lodd. mô tả khoa học đầu tiên năm 1832.

## Hình ảnh

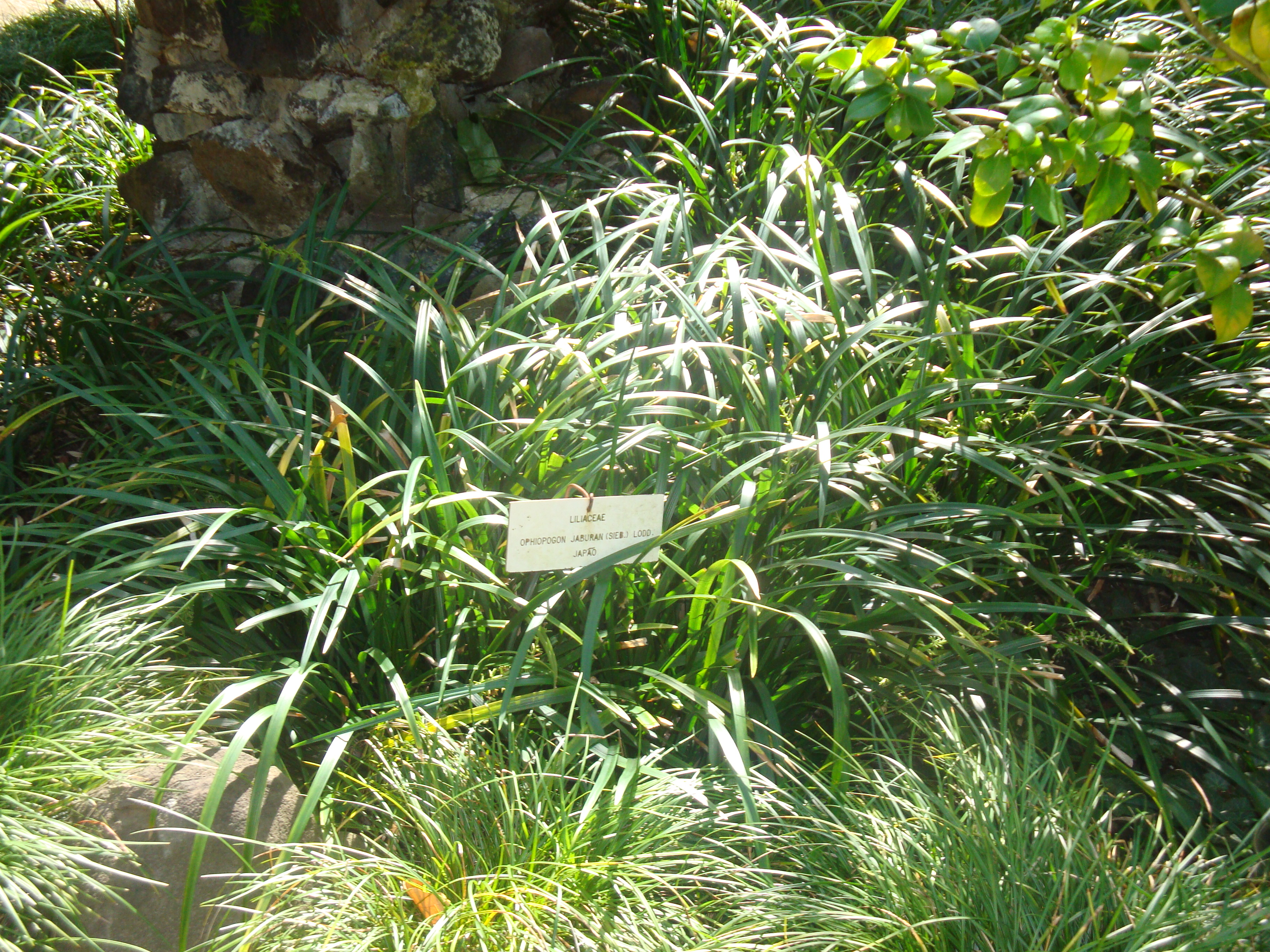
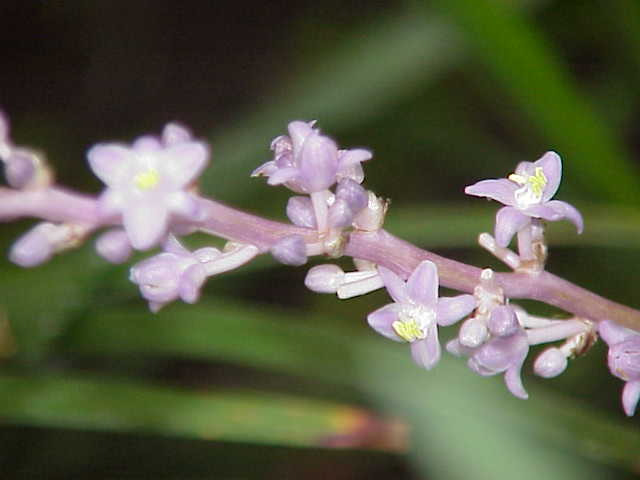
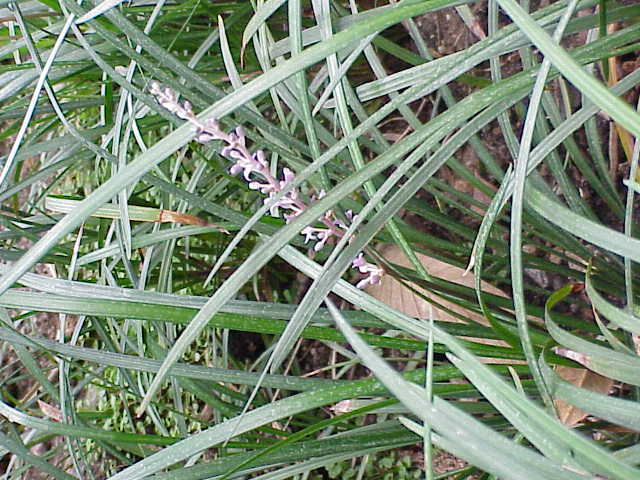